# Stéfanos Duskos
Stéfanos Duskos (en griego: Στέφανος Ντούσκος, también transliterado como Stéfanos Ntouskos; Ioánina, 29 de marzo de 1997) es un deportista griego que compite en remo.
Participó en tres Juegos Olímpicos de Verano, obteniendo una medalla de oro en Tokio 2020, en la prueba de scull individual, y el sexto lugar en Río de Janeiro 2016 (cuatro sin timonel ligero) y el sexto en París 2024 (scull individual).
Ganó cuatro medallas en el Campeonato Europeo de Remo entre los años 2022 y 2025.

## Palmarés internacional
| Juegos Olímpicos   | Juegos Olímpicos   | Juegos Olímpicos | Juegos Olímpicos |
| Año                | Lugar              | Medalla          | Prueba           |
| ------------------ | ------------------ | ---------------- | ---------------- |
| 2020               | Tokio (Japón)      | Medalla de oro   | Scull individual |
| Campeonato Europeo |                    |                  |                  |
| Año                | Lugar              | Medalla          | Prueba           |
| 2022               | Múnich (Alemania)  | Medalla de plata | Scull individual |
| 2023               | Bled (Eslovenia)   | Medalla de plata | Scull individual |
| 2024               | Szeged (Hungría)   | Medalla de plata | Scull individual |
| 2025               | Plovdiv (Bulgaria) | Medalla de plata | Scull individual |